# 麥凱布-蒂勒方法
麥凱布－蒂勒方法（英語：McCabe–Thiele method）被視為分析雙成份蒸餾最簡易且最具啟發性的方法。本方法利用於每個理論塔板（氣液平衡板）上的組成皆可由其中一成分之摩尔分数決定，且建立在等摩尔流率的假設之上。欲達成等摩尔流率之假設，則需滿足下列條件：
- 兩進料成分之汽化熱需相等。
- 每摩尔液體蒸發，必有一摩尔氣體凝結。
- 忽略溶解熱。

本方法由沃倫·李·麥凱布及歐內斯特·蒂勒兩人率先於1925年發表。當時，麥凱布與蒂勒兩人都在麻省理工學院任教。蒂勒於該年完成科學博士學位，並從該校畢業。至於擁有密西根大學碩士的麥凱布則在麻省理工學院擔任預約教員，隨後返回密西根大學，並於1928年取得其博士學位。

## 外部連結
- More detailed information on how to draw a McCabe-Thiele Diagram
- Detailed discussion of McCabe-Thiele method by Tore Haug-Warberg, Norwegian University of Science and Technology, Norway
- McCabe-Thiele Diagram generator